# Villejésus
Villejésus är en kommun i departementet Charente i regionen Nouvelle-Aquitaine i västra Frankrike. Kommunen ligger  i kantonen Aigre som ligger i arrondissementet Confolens. År 2018 hade Villejésus 501 invånare.

## Befolkningsutveckling
Antalet invånare i kommunen Villejésus
Referens:INSEE